# Xanthorhoe discomaculata
Xanthorhoe discomaculata là một loài bướm đêm trong họ Geometridae.